# Ann Kristin Flatland
Ann Kristin Aafedt Flatland (Oslo, 6 november 1982) is een Noorse biatlete. Ze vertegenwoordigde haar vaderland op de Olympische Winterspelen 2006 in Turijn en op de Olympische Winterspelen 2010 in Vancouver.

## Carrière
Flatland maakte haar wereldbekerdebuut in december 2003 in Kontiolahti. In januari 2005 scoorde ze in Ruhpolding haar eerste wereldbekerpunten, vijf jaar later stond de Noorse in Oberhof voor de eerste maal in haar carrière op het podium van een wereldbekerwedstrijd. Haar eerste wereldbekerzege boekte ze in januari 2011 in Oberhof.
Flatland nam zes maal deel aan de wereldkampioenschappen biatlon. In 2007 in Antholz eindigde ze als vijfde op de 7,5 kilometer sprint, op de 4x6 kilometer estafette legde ze samen met Tora Berger, Jori Mørkve en Linda Grubben beslag op de bronzen medaille. Op de wereldkampioenschappen biatlon 2010 in Chanty-Mansiejsk sleepte ze samen met Tora Berger, Emil Hegle Svendsen en Ole Einar Bjørndalen de zilveren medaille in de wacht. Een jaar later veroverde de Noorse in Chanty-Mansiejsk samen met Tora Berger, Ole Einar Bjørndalen en Tarjei Bø de wereldtitel op de gemengde estafette.
Tijdens de Olympische Winterspelen van 2010 in Vancouver eindigde Flatland als tiende op de 7,5 kilometer sprint en als achtste op de 10 kilometer achtervolging, op de 4x6 kilometer estafette eindigde ze samen met Liv-Kjersti Eikeland, Solveig Rogstad en Tora Berger op de vierde plaats.

## Resultaten

### Olympische Spelen
| Jaar | Plaats    | Resultaten                                                                                              |
| ---- | --------- | --- |
| 2010 | Vancouver | 14e 15 km individueel 10e 7,5 km sprint 8e 10 km achtervolging 11e 15 km massastart 4e 4x6 km estafette |

### Wereldkampioenschappen
| Jaar | Plaats           | Resultaten |
| ---- | ---------------- | --- |
| 2005 | Hochfilzen       | 22e 7,5 km sprint 37e 10 km achtervolging                                                                      |
| 2007 | Antholz          | 48e 15 km individueel · 5e 7,5 km sprint · 24e 10 km achtervolging · 18e 12,5 km massastart · 4x6 km estafette |
| 2008 | Östersund        | 12e 15 km individueel 51e 7,5 km sprint 48e 10 km achtervolging 28e 12,5 km massastart 6e 4x6 km estafette     |
| 2009 | Pyeongchang      | 51e 15 km individueel 33e 7,5 km sprint 30e 10 km achtervolging 11e 4x6 km estafette                           |
| 2010 | Chanty-Mansiejsk | Gemengde estafette                                                                                             |
| 2011 | Chanty-Mansiejsk | 82e 15 km individueel · 34e 7,5 km sprint · 6e 4x6 km estafette · Gemengde estafette                           |

### Wereldbeker
Eindklasseringen
| Seizoen   | Algemeen      | Individueel   | Sprint        | Achtervolging | Massastart    |
| --------- | ------------- | ------------- | ------------- | ------------- | ------------- |
| 2004/2005 | 57e           | -             | 53e           | 64e           | -             |
| 2005/2006 | 59e           | 49e           | 57e           | 41e           | -             |
| 2006/2007 | 43e           | -             | 41e           | 54e           | 38e           |
| 2007/2008 | 25e           | 10e           | 35e           | 34e           | 20e           |
| 2008/2009 | 37e           | 65e           | 39e           | 41e           | 27e           |
| 2009/2010 | 21e           | 41e           | 16e           | 20e           | 24e           |
| 2010/2011 | 16e           | 26e           | 12e           | 15e           | 20e           |
| 2011/2012 | Geen deelname | Geen deelname | Geen deelname | Geen deelname | Geen deelname |
| 2012/2013 | 37e           | 45e           | 36e           | 35e           | 38e           |
| 2013/2014 | 20e           | 13e           | 15e           | 29e           | 28e           |

Wereldbekerzeges
| Nr.         | Datum            | Plaats      | Onderdeel          |
| Individueel | Individueel      | Individueel | Individueel        |
| ----------- | ---------------- | ----------- | ------------------ |
| 1.          | 8 januari 2011   | Oberhof     | 7,5 km sprint      |
| 2.          | 29 november 2013 | Östersund   | 7,5 km sprint      |
| Estafettes  |                  |             |                    |
| 1.          | 2 maart 2008     | Pyeongchang | Gemengde estafette |
| 2.          | 14 december 2008 | Hochfilzen  | 4x6 km estafette   |
| 3.          | 12 maart 2010    | Kontiolahti | Gemengde estafette |
| 4.          | 9 gebruari 2013  | Ruhpolding  | 4x6 km estafette   |